# Ómolnár Miklós
Ómolnár Miklós (Szombathely, 1954. július 7. –) magyar újságíró, író, médiavállalkozó- és oktató, 1998 és 2014 között a Story Magazin, majd 2016. december 1-től a Ripost főszerkesztője. 1990–1994 között országgyűlési képviselő volt, előbb a Független Kisgazdapárt, majd az Egyesült Kisgazdapárt színeiben.

## Életpályája
Szülővárosában végezte az általános és középiskolát, a Savaria Szakgimnáziumban érettségizett. Eredetileg filmrendező szeretett volna lenni, de végül az ELTE jogtudományi karára iratkozott be, ahol 1978-ban diplomázott. Jogászként azonban soha nem dolgozott, már ekkor eltervezte újságírói ambícióit.
Rövid ideig a budapesti Puskin moziban dolgozott mint takarító, ahonnan rendszeresen bejárt a Hírlapkiadó Vállalat személyzeti osztályára is, ahonnan egy idő után beajánlották a Lobogó c. laphoz, ahol 1979-ben sajtólevelezői pozíciót kapott. Ugyanilyen munkakört töltött be később A Jövő Mérnöke című kiadványban, ami a műegyetem lapja volt. Ezidőtájt ismerkedett meg Petress Istvánnal, a Magyar Rádió főmunkatársával, akinek először külsősként dolgozott, majd két évvel később a rádióban helyezkedett el mint belpolitikai újságíró.

### Politikai karrierje
Mialatt a Rádiónál dolgozott, megkeresték őt azzal, hogy az újrainduló Kis Újság c. lap felelős szerkesztőt keres. Ómolnár elvállalta a munkát, és így találkozott Pártay Tivadarral, aki az újság főszerkesztője, illetve az újraalakult Független Kisgazdapárt (FKgP) egyik alapító tagja volt. Az 1990-es országgyűlési választás előtt felajánlották neki, hogy szerepeljen a Kisgazdapárt országos listájának 19. helyén. A párt az országos listáról pont tizenkilenc helyet kapott, így Ómolnár Miklós beülhetett az Országgyűlésbe.
Alelnöke volt az Alkotmányügyi Bizottságnak, emellett betöltötte pártjának főtitkárhelyettesi és frakciószóvivői posztját is. Ezután tagja lett annak a képviselőcsoportnak, amely 1991-ben kivált az FKgP-ből, és fölvette az Egyesült Kisgazdapárt (EKGP) nevet, miután Torgyán Józsefet az FKgP elnökévé választotta. Ómolnár az új párt szóvivője lett, Pártay pedig az elnök. A Kis Újság innentől az EKGP lapja volt.
A pártszakadás után zavaros időszak következett: a Független Kisgazdapárt 1992 februárjában majdnem kilépett az Antall József vezette kormánykoalícióból, de egy nappal később azt szavazták meg, hogy mégis maradjanak. Ómolnár ezután az EKGP színeiben volt képviselő egészen az 1994-es választásig. Ómolnár képviselőként nem támogatta Boross Péter miniszterelnökké választását Antall halála után.
Ómolnár a következő választáson nem indult jelöltként, sőt a pártja is kiesett. A Népszabadságnak adott interjúban akkor azt mondta: nem akar többé a politikával foglalkozni, nehogy újságíróként elkötelezettséggel vádolják.

### AStoryfőszerkesztőjeként
A párt elhagyása után néhány munkatársával megalapította a Danubius Rádiót. Ezután rövid ideig szerkesztette az Ifjúsági Magazint, amely korábban a KISZ lapja volt, a rendszerváltás után viszont tinédzsermagazinná alakult. 1998-ban indult a Story Magazin, aminek a főszerkesztőjévé választották, ami ugyanahhoz a holland cégcsoporthoz (VNU) tartozott, ahová az Ifjúsági Magazin is (2001-től egy finn cég vásárolta fel a kiadót, és innentől Sanoma volt a neve). Ómolnár később a Best magazint is megalapította. A főszerkesztőt a Haszon magazin 2003-ban beválogatta a legbefolyásosabb magyarok huszonötös listájába.
A Story igazi sikertörténet volt: már indulásakor kb. 200 ezer példányt adtak el belőle hetente, az ezredfordulóra meg már 400 ezer körül járt. Egyik leggyakoribb szereplője Zámbó Jimmy volt, akivel még életében komoly példányszámokat értek el, a lap történetének legnagyobb, csaknem 500 ezres eladásszáma pedig az énekes 2001-es halálához köthető. Habár a lap példányszáma ezután már hanyatlásnak indult, Ómolnár Miklós mégis megtartotta lapját nyereségesnek.
Médiaoktatóként is tevékenykedett, a Sanoma Média Akadémián leendő újságíróknak tartott előadásokat.
2014-ben Varga Zoltán vállalkozó megvette a Sanomát, és a cég neve Central Médiacsoport Zrt.-re változott. Ómolnár Miklós ekkor ismeretlen okok miatt távozott a lap éléről.

### ARipostélén (2015–2020)
Még 2015-ben megalapította a Ripost Media Kft.-t, és elindította saját online bulvár híroldalát, a ripost.hu-t. 2016-ban bejelentették, hogy az újság nyomtatott változatban is elérhető lesz, mégpedig napilapként. Az újság elindításával fel szerette volna venni a versenyt az ország két vezető bulvárlapjával: a Blikkel és a Borssal. A főszerkesztő a Digital Hungary-nek a következőket mondta erről: "Nagyon mások akarunk lenni, mondhatni berúgjuk a bulvárkocsma ajtaját."
A nyomtatott Ripost 2016. december 1-én jelent meg először. A lap konzervatív, nyíltan támogatja a Fidesz-kormányt. Amiatt is, hogy a lap nagyrészt állami hirdetésekből tartja fenn magát, rendszeresen kap különböző kritikákat.
2018-ban a Ripost a Közép-Európai Sajtó és Média Alapítvány többségi tulajdonába került. 2019-ig (megszűnéséig) ő volt a faktor.hu, szintén kormánypárti online hírportál főszerkesztője.
2019-ben Liszkay Gábor őt nevezte ki az alapítvány által tulajdonolt három bulvárlapért (Ripost, Lokál, Bors) felelősnek.

### AMediaworks Hungary Zrt.-ben a tömegmédia divízió igazgatója (2020–)
2020-től lett tagja a Mediaworks Hungary Zrt. felső vezetésének, amikor a tömegmédia divízió igazgatójának nevezték ki. A Mediaworks tulajdonában lévő több mint 100 média közül a kormánypárti bulvársajtó, magazinok és online újságok tartoznak hatáskörébe.
2025-ben megkapta a Magyar Érdemrend lovagkeresztje kitüntetést.

## Közszereplés
Kiterjedt politikai és publicisztikai szereplése ellenére nem tekinti magát közszereplőnek, így a kommunista rezsim titkosszolgálati iratait őrző Állambiztonsági Szolgálatok Történeti Levéltárában esetlegesen róla őrzött iratok megtekintését letitotta.

## Művei
- R. & B. kapitány avagy Pengék és halak; Ifjúsági Rendező Iroda, Budapest, 1986
- A rock napszámosai; Rendező Iroda kiadványa, Budapest, 1987
- Tizenkét nap, amely... 1956. október 23–november 4. Események, emlékek, dokumentumok; dokumentumgyűjtemény, szerkesztő: Koltay Gábor; Szabad Tér, Budapest, 1989
- Ómolnár Miklós–Rózsa Péter: Bem-rockparty; Múzsák, Budapest, 1989
- A megszökött nemzedék; Szabad Tér, Budapest, 1989
- Torgyán a kapuk előtt; Héttorony, Budapest, 1992
- Csak a zene van. Charlie; Rózsa Records, Budapest, 1995
- Csillagvilág az ezredfordulón. Story, 1998–2002. Négy év nagy pillanatai; szerkesztő: Ómolnár Miklós; Sanoma, Budapest, 2002
- Demjén Ferenc – Álmok könyve, Mediaworks Hungary Zrt., Budapest, 2021
- Csakazértis. Ahogy Orbán Viktor főtanácsadója látta. Magyarország 2002–2022. 20 év közélet mérföldkövei Nyitrai Zsolt szemszögéből; riporter Ómolnár Miklós; Szilvia és Társa, Páty, 2023